# Persone di nome Finn
| Questa pagina contiene informazioni ricavate automaticamente dalle voci biografiche con l'ausilio del template Bio e di un bot. L'aggiornamento è periodico e automatico e ricostruisce completamente la pagina. Se manca una persona in questa lista, sei pregato di non aggiungerla, ma accertati piuttosto che la sua voce biografica contenga il template Bio e che i dati anagrafici siano correttamente compilati. Se il template Bio manca, inseriscilo tu stesso o, in alternativa, metti l'avviso {{tmp\|Bio}} che ne segnala la mancanza. Se i dati riportati sono sbagliati, correggi direttamente la voce biografica; le modifiche saranno visibili in questa lista entro pochi giorni. Per chiarimenti vedi il progetto antroponimi. La lista contiene solo le 53 persone che sono citate nell'enciclopedia e per le quali è stato implementato correttamente il template Bio. Pagina aggiornata al 6 mag 2025. |

Questa è una lista di persone presenti nell'enciclopedia che hanno il nome Finn, suddivise per attività principale.

## Allenatori di calcio(2)
- Finn Willy Sørensen, allenatore di calcio e calciatore danese (n. 1941 - † 2019)
- Finn Thorsen, allenatore di calcio e ex calciatore norvegese (Hamar, n. 1940)

## Attori(3)
- Finn Poncin, attore e doppiatore olandese (Breda, n. 1959)
- Finn Wittrock, attore statunitense (Lenox, n. 1984)
- Finn Wolfhard, attore e musicista canadese (Vancouver, n. 2002)

## Calciatori(19)
- Finn Azaz, calciatore irlandese (Westminster, n. 2000)
- Finn Ole Becker, calciatore tedesco (Elmshorn, n. 2000)
- Finn Dahmen, calciatore tedesco (Wiesbaden, n. 1998)
- Finn Døssing, calciatore danese (Viborg, n. 1941 - † 2022)
- Finn Gundersen, calciatore e hockeista su ghiaccio norvegese (Oslo, n. 1933 - † 2014)
- Finn Jeltsch, calciatore tedesco (Neuendettelsau, n. 2006)
- Finn Johannesen, calciatore norvegese (Fredrikstad, n. 1907 - † 1984)
- Finn Krogh, ex calciatore norvegese (n. 1959)
- Finn Laudrup, ex calciatore danese (Frederiksberg, n. 1945)
- Finn Moen, calciatore norvegese (n. 1915 - † 1999)
- Finn Renna, ex calciatore norvegese (n. 1964)
- Finn Seemann, calciatore norvegese (Oslo, n. 1944 - Dovre, † 1985)
- Finn Stam, calciatore olandese (Zaandam, n. 2003)
- Finn Sterobo, calciatore danese (Odense, n. 1933 - † 2021)
- Finn Stokkers, calciatore olandese (Barendrecht, n. 1996)
- Finn Surman, calciatore neozelandese (Christchurch, n. 2003)
- Finn Tøraasen, calciatore norvegese (Oslo, n. 1936 - Oslo, † 2018)
- Finn Roy Vådahl, ex calciatore norvegese (Steinkjer, n. 1950)
- Finn van Breemen, calciatore olandese (Pijnacker, n. 2003)

## Canoisti(3)
- Finn Anderson, canoista neozelandese (n. 2002)
- Finn Butcher, canoista neozelandese (Dunedin, n. 1995)
- Finn Haunstoft, canoista danese (Aarhus, n. 1928 - † 2008)

## Canottieri(2)
- Finn Florijn, canottiere olandese (Leida, n. 1999)
- Finn Pedersen, canottiere danese (Roskilde, n. 1925 - † 2012)

## Cantanti(1)
- Finn Kalvik, cantante norvegese (Fåvang, n. 1947)

## Cestisti(1)
- Finn Delany, cestista neozelandese (Nelson, n. 1995)

## Ciclisti su strada(1)
- Finn Fisher-Black, ciclista su strada e pistard neozelandese (Benenden, n. 2001)

## Diplomatici(1)
- Finn Olav Gundelach, diplomatico e politico danese (Vejle, n. 1925 - Strasburgo, † 1981)

## Dirigenti sportivi(1)
- Finn Berstad, dirigente sportivo e calciatore norvegese (Bergen, n. 1901 - Bergen, † 1982)

## Economisti(1)
- Finn Kydland, economista norvegese (Ålgård, n. 1943)

## Esploratori(1)
- Finn Rønne, esploratore e navigatore norvegese (Horten, n. 1899 - Bethesda, † 1980)

## Fondisti(1)
- Finn Hågen Krogh, fondista norvegese (n. 1990)

## Giocatori di football americano(1)
- Finn Kearns, giocatore di football americano irlandese (Galway)

## Meteorologi(1)
- Finn Malmgren, meteorologo e esploratore svedese (Göteborg, n. 1895 - Mare Artico, † 1928)

## Militari(1)
- Finn Lied, ufficiale e politico norvegese (Bergen, n. 1916 - † 2014)

## Pallamanisti(1)
- Finn Lemke, ex pallamanista e allenatore di pallamano tedesco (Brema, n. 1992)

## Pattinatori di velocità su ghiaccio(1)
- Finn Helgesen, pattinatore di velocità su ghiaccio norvegese (Drammen, n. 1919 - Lørenskog, † 2011)

## Poeti(1)
- Finn Eces, poeta irlandese

## Politici(1)
- Finn Lynge, politico e presbitero groenlandese (Godthåb, n. 1933 - Qaqortoq, † 2014)

## Registi(1)
- Finn Taylor, regista statunitense (Oakland, n. 1958)

## Rugbisti a 15(1)
- Finn Russell, rugbista a 15 britannico (Bridge of Allan, n. 1992)

## Sciatori alpini(2)
- Finn Christian Jagge, sciatore alpino norvegese (Oslo, n. 1966 - Oslo, † 2020)
- Manni Thofte, ex sciatore alpino e calciatore svedese (Stoccolma, n. 1953)

## Scrittori(2)
- Finn Alnæs, scrittore norvegese (Bærum, n. 1932 - Lillehammer, † 1991)
- Finn Carling, scrittore norvegese (Oslo, n. 1925 - † 2004)

## Sovrani(1)
- Finn mac Blatha, re irlandese

## Tennistavolisti(1)
- Finn Tugwell, tennistavolista danese (Fakse, n. 1976)

## Tennisti(1)
- Finn Dag Jagge, tennista norvegese (n. 1936 - † 1999)